# Junkers Ju 388
Die Junkers Ju 388 (Suggestivname: Störtebeker) war eine Weiterentwicklung der Junkers Ju 188, die wiederum auf der bekannten Junkers Ju 88 basierte und wie diese als zweimotoriger Ganzmetall-Tiefdecker ausgelegt war. Dabei lag die entscheidende Neuerung der Ju 388 gegenüber ihren Vorgängern in der Konzeption als schnelles Höhenflugzeug mit Druckkabine und Höhenmotoren. Als Höhenbomber Ju 388 K und Höhenaufklärer Ju 388 L sollte sie sich der gegnerischen Luftverteidigung durch überlegene Flughöhe entziehen. Die Nachtjagd- und Zerstörervariante Ju 388 J war zur Bekämpfung gegnerischer Höhenflugzeuge vorgesehen.

## Entwicklungsgeschichte
Nach dem Scheitern des Bomber-B-Projektes Ju 288 erteilte das Generalluftzeugamt an Junkers den Auftrag, im Rahmen eines schon früher ausgearbeiteten Projektes aus der Ju 188 ein Höhenflugzeug als Zerstörer, Fernaufklärer und Bomber zu entwickeln. Die Grundidee bei der Ju 388 war, durch Verwendung der Großbauteile einer bereits in Serie laufenden Type (Ju 88/188) möglichst schnell und ohne allzu großen Aufwand bei Fertigungsvorbereitung bzw. Produktionsanlauf ein Höhenschnellflugzeug in Serie fertigen zu können. Die Ju 388 war deshalb darauf ausgelegt, beste Leistungen in der Volldruckhöhe des Triebwerks zu erreichen. Im Gegensatz zu anderen Höhenflugzeugen, die darauf ausgelegt waren, so hoch wie möglich zu fliegen, sollte die Ju 388 in ihrer Einsatzhöhe möglichst schnell fliegen. Deshalb wurde auch auf die bei Höhenflugzeugen sonst übliche Vergrößerung der Tragflächen verzichtet.
Neben den Höhentriebwerken war die augenscheinlichste Neuerung gegenüber der Ju 188 die neu entwickelte Druckkabine für drei Mann Besatzung, die über eine Klimaanlage aus der Ladeluft der Motoren gespeist wurde. Daneben gab es noch ein Kärcher-Heizgerät nur für die Enteisung des Leitwerkes. Darüber hinaus wurden ungeschützte 500-l-Tanks in die Tragflächen eingebaut, die über ein Schnellablassventil geleert werden konnten. Tragflächen und Leitwerk wurden bis auf Änderungen im Detail von der Ju 188 übernommen. Zur Abwehr war ein fernbedienter Heckstand mit einem Zwillings-MG 131 im Rumpfende eingebaut. Als Zieleinrichtung diente ein Periskopvisier PVE 11 mit Ausblick über und unter dem Rumpf auf der Backbordseite vor dem Funkersitz.

## Baureihen
Die Ju 388 sollte in den drei Hauptbaureihen J als Zerstörer/Nachtjäger, K als Höhenbomber und L als Höhenaufklärer gebaut werden. Zu jeder dieser Baureihen gab es drei Untergruppen (–1, –2 und –3), die sich durch ihre Motorisierung unterschieden. Für die erste Unterbaureihe war der BMW 801 TJ als einziges sofort verfügbares Höhentriebwerk vorgesehen, welcher im Gegensatz zum normalen 801 einen Abgasturbolader und eine höhere Leistung besaß. Die zweite sollte mit dem konzerneigenen Hochleistungstriebwerk Junkers Jumo 222 E/F ausgestattet werden, das den Maschinen mit etwas über 700 km/h Höchstgeschwindigkeit in elf Kilometern Höhe zu beachtlichen Flugleistungen auch im Vergleich mit den alliierten Konkurrenten verholfen hätte. Mit dem ebenfalls konzerneigenen Jumo 213 E sollte die dritte Baureihe ausgerüstet werden, die aufgrund des niedrigen Verbrauches dieses Motors die größte Reichweite aller drei Serien gehabt hätte.

### Ju 388 J
Diese speziell für die Höhennachtjagd ausgerüstete Baureihe sollte zur Bekämpfung von Höhenbombern, feindlichen Nachtjägern und Schnellbombern wie der Mosquito dienen. Anders als die K- und L-Serie erhielt die J-Serie keine Vollsichtkanzel, sondern eine normale Kabine, die nach vorne gepanzert war und elektrisch beheizbare Panzerglasscheiben für Flugzeugführer und Beobachter besaß. Die markantesten Unterschiede zu den anderen Ju-388-Baureihen betrafen die Bewaffnung. Als Offensivbewaffnung waren ursprünglich sechs MG 151/20 mit je 250 Schuss in zwei Stufen unter dem Rumpf (also je drei nebeneinander) vorgesehen, die gegen zwei MG 151/20 und vier MK 108 (je 100 Schuss) bzw. gegen vier MG 151/20 und zwei MK 103 (je 100 Schuss) austauschbar sein sollten. Es war geplant, die in der ersten Reihe eingebauten Waffen mit einem Feuerdämpfer zu versehen. Diese Offensivbewaffnung wurde bei den Prototypen und der geplanten Serie schließlich nicht realisiert, sondern es sollten in der Nachtjagdvariante zwei MK 108 und zwei MG 151/20 sowie als Schräge Musik weitere zwei MK 108 zum Einsatz kommen. Anfangs war als Bordradargerät das FuG 220 „Lichtenstein“ vorgesehen, welches in der Serie gegen das weiterentwickelte FuG 228 mit strömungsgünstiger Morgensternantenne getauscht werden sollte. Die Vorbereitungen zur Serienproduktion der Ju 388 J-1 waren Ende 1944 weit fortgeschritten, kamen durch das Kriegsende jedoch zum Erliegen. Lediglich vier Prototypen wurden hergestellt.

### Ju 388 K
Dieser speziell als Höhenbomber ausgerüstete Typ sollte das Eindringen in Feindgebiete ermöglichen, ohne dass reguläre Jagdflugzeuge eine Abfangmöglichkeit hatten. Im Gegensatz zur Zerstörervariante besaß die Ju 388 K eine Bombenwanne unter dem Rumpf, in welcher eine Bombenlast von 3000 kg mitgeführt werden konnte. Bis auf eine Aussparung für das Bombenzielgerät war die Vollsichtkanzel identisch mit der der Aufklärerversion Ju 388 L. Neben zwei Prototypen (V3 und V4) wurden von der Ju 388 K-1 auch einige Serienmaschinen gebaut, die jedoch wegen der Streichung aller Bomberprogramme im Rahmen des Jägernotprogrammes im Herbst 1944 vor der Ablieferung zu Aufklärern des Typs L-1 umgerüstet wurden.

### Ju 388 L

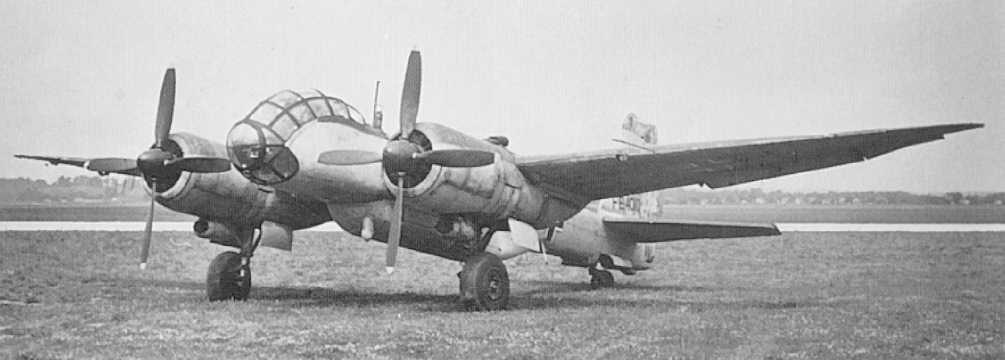
Höhenaufklärer Ju 388 L mit gut sichtbarer Bombenwanne

Die einzige in einer kleinen Serie gebaute Version war die Ju 388 L, welche als Höhenaufklärer mit Reihenbildgeräten ausgerüstet war. Äußerlich war sie nicht von der Bombervariante Ju 388 K zu unterscheiden, da sie ebenfalls die von der Ju 88 A-15 stammende Bombenwanne besaß. Die Bildgeräte waren unter dem im hinteren Lastenraum befindlichen Rumpftank eingebaut. Sie konnten sowohl senkrecht als auch im seitlichen Winkel von 10° bis 30° eingebaut werden. Bei der Tagbild-Version waren je zwei Kameras RB 20/30, Rb 50/30 oder Rb 75/30 vorgesehen, beim Nachterkunder gelangten je zwei NRB 35/25, NRB 40/25 oder NRB 50/25 zum Einsatz. Außerdem wurde beim Nachterkunder der große vordere Rumpftank durch einen kleineren mit 725 l Fassungsvermögen ersetzt, um darunter Platz für ein L-Gerüst mit acht Leuchtbomben zu schaffen. Mit Rücksicht auf den Platzbedarf der Leuchtbomben mussten die beiden Bildgeräte nebeneinander eingebaut werden, wodurch sich die Kraftstoffkapazität von 3935 auf 2980 l reduzierte.

## Produktionszahlen und Flugzeugverteilung

### Planungen
In dem am 8. Juli 1944 verabschiedeten neuen Flugzeugprogramm (Lieferplan 226) der Luftwaffe gehörte die Ju 388 neben Me 262, Ar 234, Do 335 und Ta 152 zu den fünf verbleibenden Grundtypen, mit denen sämtliche Aufgaben gelöst werden sollten; alle anderen Flugzeugmuster wurden gestrichen. Monatlich sollten etwa 550 Ju 388 und 525 Do 335 produziert werden, von denen ein Großteil zusammen mit 500 Ar 234 pro Monat eine „qualitative und quantitative Steigerung im Kampfflugzeugsektor“ herbeiführen sollte.

### Tatsächliche Fertigung
In Dessau wurden sechs Prototypen gebaut – je zwei Ju 388 J-1, K-1 und L-1 – sowie die Ju 388 L-0/V7, die am 22. Dezember 1943 als erste Ju 388 flog. Junkers fertigte darüber hinaus die Vorserien des Bombers K-0 und des Aufklärers L-0 aus Großbauteilen der Ju 188, die der laufenden Serienproduktion entnommen wurden. Bis Ende November 1944 wurden 15 Ju 388 L-0, meist in Merseburg, und sieben Ju 388 K-0 produziert; ursprünglich waren 50 K-0 geplant, von denen ein Teil aber zu Aufklärern umfunktioniert und mehrere Maschinen vor der endgültigen Fertigstellung in Merseburg durch Bomben zerstört wurden. Zu einer Serienherstellung des Nachtjägers J und der Bomberversion K kam es nicht mehr. Lediglich der Aufklärer L-1 wurde mit insgesamt 66 Flugzeugen bei ATG in Leipzig und bei Weserflug im niederschlesischen Liegnitz in einer kleinen Serie gebaut:
| Monat          | ATG L-1 | WFG L-1 | JFM L-0 | JFM K-0 | ATG K-1 | SUMME | an Luftwaffe ausgeliefert (L+K) |
| -------------- | ------- | ------- | ------- | ------- | ------- | ----- | ------------------------------- |
| bis Juli 1944  |         |         | 6       | 3       |         | 6     |                                 |
| Juli 1944      |         |         | 3       | 1       | 1       | 5     |                                 |
| August 1944    | 4       |         | 2       | 1       |         | 7     |                                 |
| September 1944 | 3       |         | 1       |         |         | 4     | 4                               |
| Oktober 1944   | 6       |         |         |         |         | 6     | 6                               |
| November 1944  | 15      | 5       | 3       | 2       |         | 25    | 23+2                            |
| Dezember 1944  | 19      | 5       |         | 2       |         | 26    | 24+2                            |
| Januar 1945    | 8       | 1       | 1       |         |         | 10    | 10                              |
| Februar 1945   |         |         | (2)     |         |         | 2     | 2                               |
| SUMME          | 55      | 11      | 18      | 9       | 1       | 94    | 69+4                            |

Von Februar bis Juni 1944 lieferte Junkers von der Aufklärerversion insgesamt zehn Erprobungs- und Vorserienflugzeuge an das Reichsluftfahrtministerium (RLM) aus, welche sich bei der Truppe gut bewährten. Die für die Aufklärungseinheiten vorgesehenen späteren regulären Maschinen mussten an Nachrüstbetriebe geliefert werden, da die von der Industrie abgelieferten Flugzeuge nicht frontklar waren. Die Nachrüstbetriebe konnten jedoch nur sechs der angelieferten 55 Flugzeuge mit den fehlenden Geräten ausrüsten. Letztlich bedeutete dies, dass nur wenige Flugzeuge Erprobungseinheiten zugeteilt wurden, der Rest blieb in der Industrie. Kein Flugzeug konnte an eine reguläre Kampfeinheit ausgeliefert werden. Insgesamt wurden etwa 100 Flugzeuge von der BAL abgenommen. Das bedeutet aber nicht, dass alle Flugzeuge tatsächlich fertiggestellt wurden, da bei Abbruch des Programms oder bei Zerstörung durch Bomben die Flugzeuge als fertig gemeldet wurden, damit diese vom RLM bezahlt wurden. Daher dürfte die Zahl der fertiggestellten Ju 388 eher niedriger gelegen haben. Abgesehen von den zehn Vorserienmaschinen wurden an die Luftwaffe 69 Ju 388 L-0 und L-1 ausgeliefert.

## Technische Daten
| Kenngröße             | Daten der Ju 388 J-1 |
| --------------------- | --- |
| Länge                 | 16,20 m (inklusive Radar) |
| Spannweite            | 22,00 m |
| Höhe                  | 4,35 m |
| max. Startmasse       | 13.965 kg |
| Triebwerke            | zwei 14-Zylinder-Doppelsternmotoren BMW 801 TJ-0 mit je 1810 PS Startleistung |
| Höchstgeschwindigkeit | 590 km/h (als Nachtjäger mit Radarantennen in 11.000 m Höhe) |
| Dienstgipfelhöhe      | ~13.000 m |
| Reichweite            | 2.200 km |
| Bewaffnung            | - je zwei Kanonen 30 mm (MK 108) und 20 mm (MG 151/20) in der Nase sowie zwei 13-mm-MG 131 im Heck - zwei MK 108 im hinteren Rumpf, ca. 60 Grad nach vorne oben feuernd als Schräge Musik |
| Radar                 | - aktiv: FuG 220 „Lichtenstein“ SN-2, später FuG 228; FuG 217 „Neptun“-Heckwarnradargerät - passiv: FuG 227 „Flensburg“, teilweise auch FuG 350 „Naxos“                                   |

## Erhaltene Exemplare
Eine einzige Ju 388 ist erhalten geblieben. Es handelt sich dabei um das Flugzeug mit der Werknummer 560049, welches im Mai 1945 in Merseburg in die Hände der US-Streitkräfte fiel. Von dort gelangte es zunächst über Zwischenstationen in Kassel und Cherbourg nach Dayton, Ohio, wo Flugversuche auf dem Wright Field durchgeführt wurden. Zurzeit befindet es sich in der Paul E. Garber Preservation, Restoration, and Storage Facility, einer Einrichtung des National Air and Space Museum, wo eine umfassende Restaurierung durchgeführt werden soll.